# Il balcone (programma televisivo)
Il balcone è una trasmissione televisiva in onda dal 2006 al 2007 sulla rete nazionale Svizzera di lingua italiana (RSI LA1).
Il magazine culturale settimanale veniva trasmesso la domenica in seconda serata dopo Storie. Il programma è stato ideato, prodotto e presentato da Enrico Lombardi. Nello studio, in cui è ricostruito un balcone e alcuni edifici, interagiscono anche Susanna Giani, Ivete da Silva e Olmo Cerri.
Nella prima edizione di inizio 2006 sono state confezionate 16 puntate, la seconda serie è andata in onda dall'ottobre 2006 fino a maggio 2007.
Nel programma sono inseriti dei video preparati dalla redazione del programma, composta fra gli altri da Stefano Ferrari, Melissa Gnesa, Davide De Nigris, Claudia Quadri, Paolo Dell'Oca e Claudia Iseli. Si ricorda con particolare piacere le gag comiche del "Cugino di Verbania" che, grazie alla candid camera, sondava la conoscenza della popolazione ticinese rispetto ad alcuni elementi della storia locale.
Fra gli ospiti della seconda serie, intervistati dal conduttore, si possono ricordare: Simone Cristicchi, Gianni Morandi, Giovanni Allevi, Vittorino Andreoli, Marco Dellanoce e Claudio Lippi.
Il primo regista della trasmissione è stato Francesco Variale, la seconda edizione invece è curata dal regista Alessandro Maccagni. 

## Sigla
La sigla del programma è tratta da una reinterpretazione di Blue Moon eseguita dal cantautore Vinicio Capossela.